# Guyot Adhémar
Guyot Adhémar, mort 1468 à Orange, est un prélat français du XVe siècle .

## Biographie
Guyot est chanoine de Saint-Paul-Trois-Châteaux et protonotaire du pape Paul II. Il est élu évêque d'Orange en 1466, mais meurt déjà après deux ans.

## Sources
- Joseph, Antoine Bastet,  Essai historique sur les évêques du Diocèse d'Orange